# Menekülj, hogy élhess
A Menekülj, hogy élhess egy 1992-ben készült olasz bűnügyi televíziós minisorozat, rendezte Gianfranco Albano, főszerepben Gianni Morandi. További szereplők: Gianluca Spadetto, Renan Demirkan, Pier Francesco Loche, Frank-Michael Köbe, Susanne Lüning.
A háromrészes minisorozatot egyenként 100-100 percben első alkalommal a Canale 5-n 1993. március 21-e vasárnap és március 23-a kedd között adták le.
A fikciós alkotás 1993-ban Olaszországban elnyerte a Telegatto nemzetközi díjat a Legjobb film kategóriában. Németországban Der Augenzeuge (A szemtanú) címmel mutatták be.
Gianni Morandi négy év kihagyás után tért vissza filmes karrierjéhez.

## Cselekmény
Michele olasz bárzongorista feleségével, Gretével és fiával, Paolóval Németországban, Hamburgban él, ahol néhány helyi mulatóban dolgozik.
Egy nap egyik barátja, kollégája, Remo egy szállítmány kokaint megdézsmálva, berak a poggyászmegőrzőbe egy jelentős adagot, kulcsát pedig Michelééknél rejti el. A kábítószer-kereskedők, hogy visszaszerezzék az „árut”, a kilencéves gyerek szeme láttára megölik Michele barátját és feleségét. A kulcsot azonban nem találják meg.
A rendőrségen Paolo, a szemtanú felismeri anyja gyilkosának képét, ezért kénytelen Olaszországba menekülni az apjával. Hogy megvédje mindkettőjüket, Bauer rendőrfelügyelő-nő követi őket.

## Fordítás
Ez a szócikk részben vagy egészben  az   In fuga per la vita című olasz Wikipédia-szócikk ezen változatának fordításán alapul.  Az eredeti cikk szerkesztőit annak laptörténete sorolja fel. Ez a jelzés csupán a megfogalmazás eredetét és a szerzői jogokat jelzi, nem szolgál a cikkben szereplő információk forrásmegjelöléseként.